# José Rollin de la Torre-Bueno
José Rollin de la Torre-Bueno (6 octobre 1871 - 3 mai 1948) est un entomologiste amateur américain d'origine péruvienne. Il a été rédacteur en chef du Bulletin de la Brooklyn Entomological Society pendant trois décennies jusqu'à sa mort et a été l'auteur de l'influent Glossary of Entomology, publié pour la première fois en 1937 et continuellement révisé depuis lors et connu sous le nom de Torre-Bueno Glossary of Entomology.
Torre-Bueno est né à Lima, au Pérou, en 1871 et alors qu'il était encore adolescent, la famille a déménagé aux États-Unis. Il a fait ses études à l'Université Columbia et a travaillé à la General Chemical Company où une grande partie de son travail était éditoriale. Il est devenu membre de la Brooklyn Entomological Society puis est devenu rédacteur en chef de plusieurs revues. Son intérêt entomologique portait principalement sur les insectes, les hétéroptères, et il a publié un synopsis en trois parties des hémiptères nord-américains - hétéroptères et en 1937, un glossaire d'entomologie basé sur un travail de 1906 de JB Smith et a depuis traversé de nombreuses éditions. Il est mort à Tucson, en Arizona et ses collections de spécimens sont allées à l'Université du Kansas,,.